# Raffay Sándor
Raffay Sándor (Cegléd, 1866. június 12. – Budapest, 1947. november 4.) evangélikus teológiai akadémiai tanár, a Bányai evangélikus egyházkerület püspöke 1918-tól 1945-ig, felsőházi tag, egyházi író, teológus, költő, műfordító, hittudós.

## Élete
Raffay János és Szokol Judit iparos szülők fia. Középiskoláit a ceglédi polgári iskolában kezdte és Szarvason folytatta, ahol 1885-ben érettségi vizsgát tett. Előbb a Budapesti Tudományegyetemen jogot kezdett hallgatni, közben nevelősködött; 1887 őszén pedig a pozsonyi evangélikus teológiai akadémiára iratkozott be. 1890-ben a jénai, 1891-ben a lipcsei, 1892-ben a bázeli egyetemeken folytatta tanulmányait. 1892-ben a besztercebányai evangélikus algimnáziumban a magyar nyelv és történelem tanára, 1893-ban a tápiószentmártoni evangélikus gyülekezet lelkésze lett. Innét 1896 őszén a pozsonyi evangélikus egyetemen teológiai akadémiába lépett át, ahol a rendszeres teológiai és újszövetségi írásmagyarázati tanszékére rendkívüli tanárnak választották meg; 1899-től rendes tanárként működött. Tagja volt a Magyar Protestáns Irodalmi Társaság választmányának, a Luther-társaság irodalmi bizottsága tudományos osztályának, a pozsonyi protestáns kör választmányának, a pozsonyi Toldy-kör irodalmi bizottságának, a debreceni protestáns egyetem előkészítő országos bizottságának, az evangélikus egyetemes lelkészvizsgáló bizottságnak stb. 1906-tól a pozsonyi evangélikus teológia tanára volt, 1908-tól Budapesten működött mint lelkész, majd 1918-ban megválasztották a bányai evangélikus egyházkerület püspökévé. 1939-től tagja volt a felsőháznak is. Sírja a Fiumei úti sírkertben található (34-9-1).
Lefordította az Újszövetséget görögből és ő dolgozta ki a magyar evangélikus egyház új istentiszteleti rendjét.
Cikkei a ceglédi lapokban (1885); a pozsonyi Gondolatban, mely lapnak felelős szerkesztője volt (1888-89. A magyarországi protestantismusnak ág. és helv. hitvallású felekezetekre való szakadása; ekkor dolgozataival, mint már Szarvason is, több pályadíjat nyert); az Evangélikus Egyház és Iskolában (1891-92.); a beszterczebányai Lapokban (1890-91.); a Magyar Nyelvőrben (1892. Izék, 1893. Palóczság és Czegléd); a Protestáns Szemlében (1901. Az oberammergaui passió-játék, A passió-játékokról); írt még a Mi Otthonunkba, a Jó Pásztor, Sárospataki Lapok, Protestáns Esték, Athenaeum című folyóiratokba, a Budapesti Hírlapba és a Protestáns Árvaházi Naptárba.

## Munkái

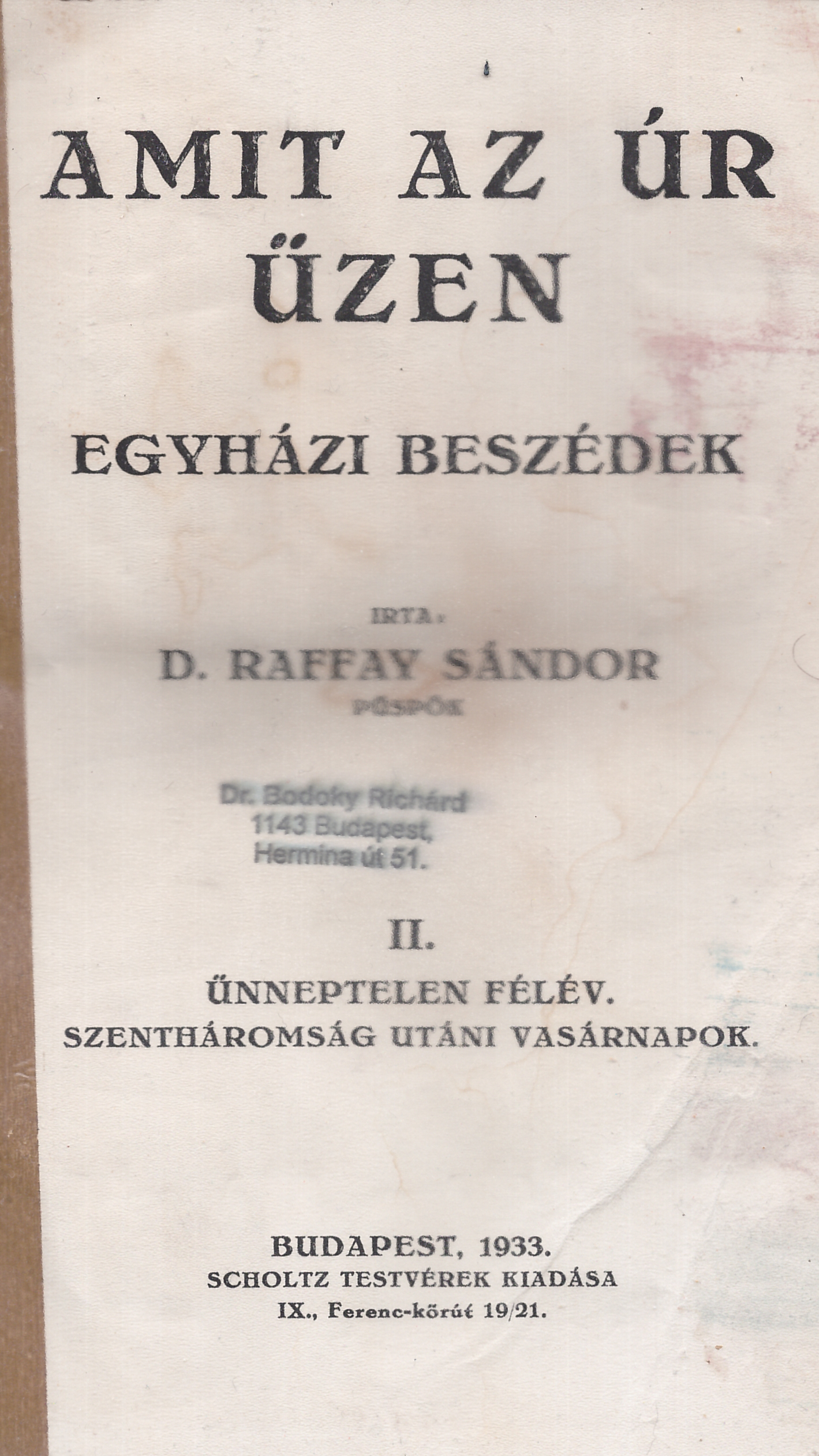
Amit az Úr üzen. Egyházi beszédek II. kötet

- Die Hussiten in Ungarn. Jena, 1891. (Különnyomat a Zeitschrift für wissenschaftliche Theologieból).
- Ev. konfirmandusok kátéja. Orosháza, 1898. (2. kiadás. Orosháza, 1899. Pályadíjat nyer.)
- Esketési beszéd. Dr. Raffay Ferencz és Mehlschmidt esküvőjén Győrött 1898. nov. 14. tartotta. Kecskemét, 1899.
- A hellenismus és a philonismus kosmogoniája. Budapest, 1899.
- A logos eredete, tartalma és jelentősége a jánosi iratokban. Pozsony, 1899.
- A synoptikus kérdés mai állása. Pozsony, 1900.
- Apróságok. Budapest, 1904. (Koszorú)
- A szerencse. Budapest, 1904. (Koszorú)
- Péter Apostol. Budapest, 1905. (Koszorú)
- Jézus példázatai. Budapest, 1905. (A Protestáns Irodalmi Társaság Házi Kincstára)
- Új szövetségi apokrifusok. Pozsony, 1905.
- Jézus hasonlatai, Budapest, 1907. (A Protestáns Irodalmi Társaság Házi Kincstára)
- Világháború és Isten igéje, Budapest, 1915.
- Kiáltás a viharban, Budapest, 1916.
- Amit az Úr üzen. Egyházi beszédek. I. Ünnepi félév, Budapest, 1930.
- Amit az Úr üzen. Egyházi beszédek. II. Ünneptelen félév, Budapest, 1930.
- A magyarhoni ev. liturgia történetéhez, Kecskemét, 1933.

1902-ben megindította Pozsonyban a Theologiai Szaklapot, melynek felelős szerkesztője volt. (Ebben is több cikke jelent meg.)

## Emlékezete
- Alakja felbukkan Kondor Vilmos Budapest noir című bűnügyi regényében, mint Gömbös Gyula miniszterelnök temetésének egyik magas rangú résztvevője.